# Camp Pendleton North
Camp Pendleton North – jednostka osadnicza w Stanach Zjednoczonych, w stanie Kalifornia, w hrabstwie San Diego.